# Data di nascita di Gesù

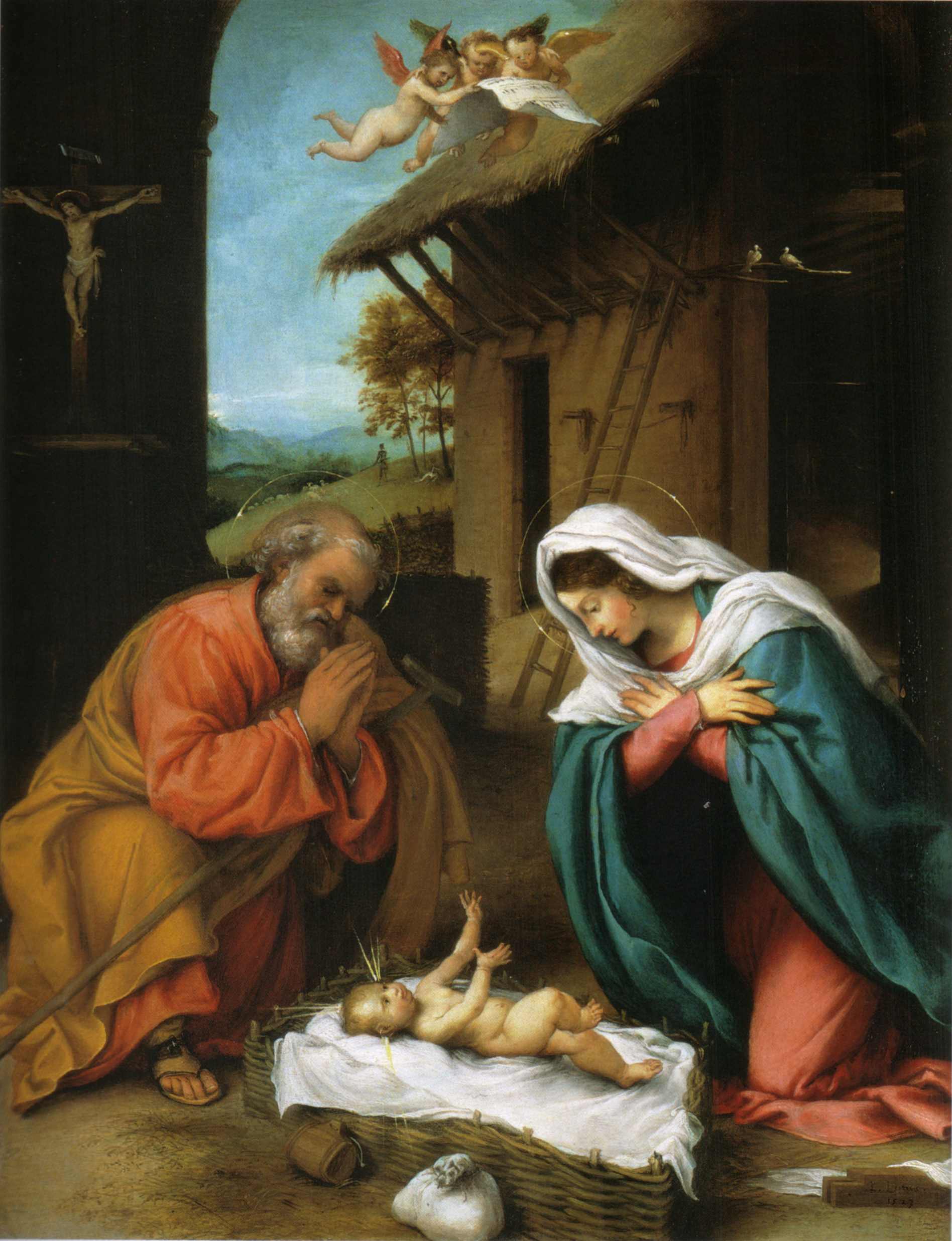
La natività, Lorenzo Lotto.

La data di nascita di Gesù (anno e giorno) non è esplicitamente riportata dai Vangeli, le principali fonti su Gesù, né da altre fonti del tempo. Poiché il Vangelo di Matteo la colloca negli ultimi anni del re Erode il Grande, gli studiosi generalmente datano la nascita di Gesù tra il 7 e il 4 a.C. Secondo la maggior parte degli storici, infatti, Erode sarebbe morto nel 4 a.C., anche se vi sono state in passato e vi sono anche oggi ripetute proposte di altre date.
La datazione tradizionale all'anno 1 a.C., il cui anno successivo è il primo del calendario giuliano-gregoriano (il numero zero non viene infatti utilizzato per indicare un anno in quasi tutti i sistemi cronologici) risale al monaco Dionigi il Piccolo nel VI secolo. Questa datazione si discosta comunque solo di uno o due anni dalla datazione fornita dai Padri della Chiesa sin dal II-III secolo.
L'istituzione della festa liturgica del Natale, come ricorrenza annuale del giorno di nascita di Gesù, e la sua collocazione al 25 dicembre del calendario solare romano (giuliano, poi gregoriano) è documentata a partire dal 336.

## Fonti evangeliche sulla Natività
Le uniche fonti testuali che riferiscono della nascita di Gesù sono i Vangeli di Matteo e Luca, che però non forniscono indicazioni cronologiche precise. Assumendo la validità delle informazioni storiche da essi fornite è però possibile dedurre un probabile intervallo di tempo nel quale collocare l'evento.
- Mt 2,1[5] riferisce che Gesù nacque "nei giorni del re Erode", che regnò presumibilmente tra il 37 a.C. e il 4 a.C.[Nota 5]. Non si può tuttavia escludere che nel 4 a.C. egli abbia semplicemente associato al regno i suoi figli[6].
- Mt 2,16[7] riporta l'intenzione di Erode di uccidere i bambini di Betlemme sotto i due anni (strage degli innocenti). Assumendo la storicità del racconto, questo suggerisce che i magi nel loro incontro con Erode gli avessero raccontato di aver individuato da circa uno o due anni i primi indizi astrologici della nascita del messia. La natività quindi deve essere collocata in questo intervallo, anche se la visita dei magi solo poco dopo l'effettiva nascita di Gesù rende meno verosimili le date più lontane. Occorre comunque rilevare come la strage degli innocenti non sia ritenuta storica dalla maggioranza degli studiosi, anche cristiani, viste le incongruenze interne nel Vangelo di Matteo (oltre che con il Vangelo di Luca) e stante la mancanza di altri riferimenti storici.[Nota 6]
- nell'incontro tra Erode e i magi, nell'episodio della fuga in Egitto e nel ritorno alla morte di Erode, Matteo si riferisce a Gesù sempre col diminutivo paidìon, bambino piccolo (Mt 2,8.9.11.13.14.20.21[8]). Indipendentemente dall'effettiva storicità di questi eventi Matteo conserva il ricordo di un Gesù molto piccolo (qualche anno?) alla morte di Erode e alla salita al potere di Archelao.
- Lc 1,5[9] può essere visto come una conferma di Mt 2,1[10]. Riferisce che l'annuncio dell'arcangelo Gabriele a Zaccaria avvenne anch'esso "nei giorni del re Erode". Secondo Luca la nascita di Gesù avvenne quindici mesi dopo: dopo sei mesi ci fu l'annunciazione a Maria (Lc 1,26[11]), alla quale seguì al termine dei nove mesi di gestazione la nascita di Gesù. Luca comunque non nomina direttamente Erode al momento della nascita di Gesù.
- Lc 2,1[12] riferisce, nei giorni immediatamente precedenti la nascita di Gesù, di un censimento "di tutta la (terra) abitata" da parte di Augusto, che fu imperatore tra il 27 a.C. e il 14 d.C. Indisse tre censimenti universali: nel 28 a.C. (ancora console), 8 a.C., 14 d.C. (Res gestae divi Augusti 8, lat. gr. ing.). L'identificazione del censimento evangelico con quello indetto nell'8 a.C. è comunque ritenuta inverosimile dalla grande maggioranza degli storici, anche cristiani (vedi Censimento di Quirinio).
- Lc 2,2[13] specifica che in occasione del censimento di Augusto era "governante la Siria Quirinio". Costui fu governatore vero e proprio della Siria dal 6 d.C.: il dato è apparentemente incompatibile con l'indicazione evangelica del regno di Erode, morto dieci anni prima. Studiosi cristiani hanno però evidenziato che Quirinio aveva ricoperto in Siria alcuni incarichi ("governante") già durante il precedente governatore, Senzio Saturnino, ed è possibile che questi gli avesse affidato l'incarico di occuparsi del censimento indetto da Augusto per la Siria e per il territorio del re 'alleato' (di fatto, sottomesso) Erode il Grande[Nota 7] (vedi Censimento di Quirinio). Questa ipotesi è rafforzata dal fatto che nel II secolo Tertulliano aveva dichiarato che Gesù era nato all'epoca di Senzio Saturnino[14].
- Lc 3,1[15] riferisce che Giovanni Battista iniziò la sua predicazione "nel quindicesimo anno di Tiberio" (attorno al 28 d.C., vedi Inizio del ministero di Gesù). All'inizio del suo ministero, di poco successivo a quello del Battista, Gesù aveva "circa trent'anni" (Lc 3,23[16]), che rimanda a una data di nascita attorno al 2 a.C. La cifra "trenta", però, può essere stata arrotondata per richiamare simbolicamente l'inizio del regno di Davide (2Sam 5,4[17]). Inoltre Tiberio era stato associato al regno di Augusto già alcuni anni prima. Ciò consente sia di retrodatare questa indicazione di alcuni anni sia di render conto della notizia di Tertulliano, secondo cui alcuni romani assegnavano la nascita di Gesù al dodicesimo anno del Regno di Tiberio.
- Lc 1,26-27 riferisce che: "Nel sesto mese, l'angelo Gabriele fu mandato da Dio in una città della Galilea, chiamata Nazaret, a una vergine, promessa sposa di un uomo della casa di Davide, chiamato Giuseppe. La vergine si chiamava Maria." Il sesto mese secondo il calendario ebraico lunisolare è il mese di "Adar", ossia circa da fine febbraio a fine marzo. La data di nascita di Gesù pertanto, dopo i 9 mesi esatti di gravidanza di Maria, sarebbe quindi da considerare nel mese di Kislev, compresa tra fine novembre e fine dicembre, e quindi sarebbe assolutamente compatibile con la data tradizionale del 25 dicembre[senza fonte]. Il testo evangelico che precede e quello che segue questi versetti parlano, tuttavia, del sesto mese di gravidanza di Elisabetta e non del sesto mese dell'anno, ed è arbitrario supporre che le due circostanze coincidano.
- Interessante anche notare cosa rivela l'Arcangelo Gabriele a Maria in Lc 1,36 "Vedi: anche Elisabetta, tua parente, nella sua vecchiaia, ha concepito un figlio e questo è il sesto mese per lei, che tutti dicevano sterile". La nascita del Battista sarebbe quindi avvenuta al termine del nono mese dal concepimento, ossia 3 mesi dopo la rivelazione, a cavallo dei mesi di Sivan e Tammuz, quindi verso metà giugno-inizio luglio, esattamente come propone la tradizione, che attribuisce alla Natività del Battista, la data del 24 di giugno.[senza fonte]

Sulla base di Mt 2 la nascita di Gesù va collocata qualche anno prima della morte di Erode (4 a.C.), tra il 7-5 a.C. Sulla base dell'accenno al censimento universale indetto da Augusto (8 a.C.) di Lc 2, la nascita va collocata nel periodo immediatamente seguente a questo. 
In merito a tale censimento, comunque, la grande maggioranza degli storici, tra cui anche studiosi cristiani, ritiene che Luca - che spesso non risulta essere uno storico affidabile - abbia confuso l'unico censimento storicamente effettuato in quei periodi, quello del 6 d.C., anticipandolo alla nascita di Gesù, durante il regno di Erode il Grande. Ad esempio, gli esegeti della École biblique et archéologique française (i curatori della Bibbia di Gerusalemme) - nel sottolineare, in merito al censimento, come "la cronologia della nascita di Gesù fornita da Luca non si concilia con quella di Matteo" - rilevano come Luca anche negli Atti (At5,37) sottolinei la concomitanza del censimento da lui citato nel Vangelo con la prima rivolta, da esso provocata, di Giuda il Galileo, proprio nel 6 d.C., dopo la deposizione di Archelao e l'incorporamento del suo regno alla provincia di Siria; anche gli esegeti curatori del "Nuovo Grande Commentario Biblico" fanno riferimento al censimento rilevando che "Luca, come dimostra anche in At 5,37, non aveva ricordi chiari circa questo censimento" e Raymond Brown sottolinea, inoltre, che tale narrazione è riportata solo da Luca - il quale anche in "Atti 5:37 mostra la conoscenza di un solo censimento («il censimento»)" - ed è "basata su confusi ricordi dei censimenti romani" e "dubbia su quasi ogni punto, nonostante gli elaborati tentativi degli studiosi per difendere l'accuratezza lucana". Inoltre, anche se si volesse identificare il censimento citato da Luca con quello dell'8 a.C. e non con quello del 6 d.C., apparirebbe comunque improbabile che i territori governati da un re cliente, non facenti dunque parte dell'Impero, fossero sottoposti a censimento da parte dell'autorità romana.
In definitiva sulla base dei Vangeli, le uniche fonti storiche disponibili al riguardo, la data della nascita di Gesù è ipotizzabile attorno al periodo 7-4 a.C.

## Attendibilità storica delle fonti evangeliche sulla Natività
In merito all'attendibilità storica delle due fonti testuali evangeliche sulla Natività molti studiosi, anche cristiani, reputano che i resoconti dei Vangeli di Matteo e Luca - oltre a vari problemi di inconciliabilità tra le versioni - abbiano carattere non storico, ma teologico. 
Raymond Brown - che considera i due resoconti dell'infanzia, di Matteo e Luca, non storici e in contraddizione tra loro, tanto che "gli sforzi per armonizzare le narrazioni in una storia unica sono del tutto irrealizzabili" - ritiene che gli autori dei Vangeli di Matteo e Luca abbiano inserito, probabilmente dopo la stesura dei loro vangeli, tutto o parte dei racconti delle natività in base alle proprie necessità redazionali e teologiche e considera gli "evangelisti come autori veramente creativi e non semplici redattori". In merito alla ricerca storica relativa, osserva che "il risultato finale di alcuni aspetti di questa ricerca passata è stato, per i cristiani istruiti, quasi di imbarazzo sul valore delle narrative dell'infanzia. Ora la dottrina biblica sembra muoversi in una fase di ricerca più feconda, mentre cerca di recuperare il valore delle storie d'infanzia a livello teologico". Tale teologo sottolinea ancora che "in un certo senso le narrazioni della nascita e dell'infanzia di Gesù sono le ultime frontiere da attraversare nell'incessante avanzamento dell'approccio scientifico (critico) ai Vangeli. Per i cristiani più conservatori questa frontiera può essere senza alcuna demarcazione, poiché ci sono ancora molti che non riconoscono che il materiale dell'infanzia ha un'origine e una qualità storica molto diversa da quella del resto dei Vangeli". 
Anche il teologo John Dominic Crossan, tra i cofondatori del Jesus Seminar, ritiene - concordemente, tra gli altri, al teologo Rudolf Bultmann - che le narrazioni di Matteo e Luca, "caratterizzate da una tale libertà compositiva", non abbiano carattere storico, ma rispondano alle necessità teologiche degli evangelisti e lo storico e biblista Bart Ehrman sottolinea come "la maggioranza degli storici ritiene che la tradizione della nascita di Gesù in Betlemme sia altamente problematica".
Gli esegeti dell'École biblique et archéologique française (i curatori della Bibbia di Gerusalemme) notano come i due resoconti di Matteo e di Luca sulla nascita di Gesù sarebbero in contraddizione tra loro e Raymond Brown sottolinea, inoltre, come il racconto della Natività in Matteo abbia una generale "inconciliabilità con Luca [e] anche l'armonizzatore più determinato dovrebbe essere dissuaso dall'impossibilità di riconciliare un viaggio della famiglia da Betlemme all'Egitto con il racconto di Luca di portare il bambino a Gerusalemme quando aveva quaranta giorni e poi di andare da Gerusalemme a Nazareth dove risiedevano" e che "questo ci porta all'osservazione che le due narrazioni non sono solo diverse, sono contrarie l'una all'altra in una serie di dettagli [...] Luca ci dice che la famiglia tornò pacificamente a Nazareth dopo la nascita a Betlemme (2:22,39); questo è inconciliabile con l'implicazione di Matteo (2:16) che il bambino aveva quasi due anni quando la famiglia fuggì da Betlemme in Egitto ed era ancora più vecchio quando la famiglia tornò dall'Egitto e si trasferì a Nazareth". 
Anche in merito al luogo di residenza della Sacra Famiglia, il teologo Raymond Brown nota che "nonostante i tentativi di armonizzazione continuamente tentati, assolutamente nulla nella narrativa di Matteo induce i lettori a pensare che Betlemme non fosse il domicilio originario di Giuseppe e Maria. Non solo Matt 2:11 menziona la loro casa, ma anche il tono di Matt 2:22-23 mostra che si stavano spostando da Betlemme a Nazaret per la prima volta" e "per Matteo, a differenza di Luca, Nazareth non è «la loro città», perché Giuseppe e Maria abitavano originariamente in una casa a Betlemme (Matteo 2:11)"; dello stesso parere è John Dominic Crossan, che osserva come in Matteo appare "scontato che Giuseppe e Maria abbiano sempre vissuto lì [a Betlemme] e che si siano trasferiti a Nazaret solo dopo la nascita di Gesù" e "il viaggio da e verso Nazaret per il censimento e la registrazione delle imposte è pura finzione, una creazione dell'immaginazione di Luca, il quale voleva fornire una spiegazione per il ritorno dei genitori di Gesù a Betlemme in occasione della sua nascita".
Alcuni esegeti, come i citati Raymond Brown, John Dominic Crossan, Rudolf Bultmann, ritengono, comunque, che la narrazione della nascita di Gesù sarebbe stata in realtà modellata su quella di Mosè, a sua volta derivata da precedenti tradizioni di altri popoli.
Va, inoltre, considerato che, come nota anche Raymond Brown, "uno studio del Vangelo di Luca e degli Atti mostra che Luca aveva delle carenze come storico" e che "per esempio in Atti 5:36 indica Gamaliele, a metà degli anni '30, riferirsi col passato alla rivolta di Teuda che non si è verificata fino ai '40, e poi Luca genera ulteriore confusione facendo riferire a Gamaliele della rivolta guidata da Giuda il Galileo (AD 6) come se venisse dopo la rivolta di Teuda!"; inoltre, sul censimento di Quirinio "Luca, come dimostra anche in At 5,37, non aveva ricordi chiari" e ha confuso l'unico censimento storicamente effettuato in quei periodi (quello del 6 d.C.) anticipandolo durante il regno di Erode il Grande (morto nel 4 a.C.). Luca denoterebbe carenze come storico in altri punti dei suoi scritti, come in merito ai riti della purificazione, sempre presenti nel resoconto della Natività lucana; anche geograficamente il Vangelo secondo Luca presenta delle lacune, come ad esempio in Lc17,11 oppure in Lc4,28-30 e gli esegeti dell'interconfessionale Bibbia TOB sottolineano, in merito, come spesso l'autore del Vangelo secondo Luca dimostri una "mancanza di familiarità con la geografia della Palestina e con diversi usi di questo paese" e, nei resoconti sulla vita di Gesù, "talvolta rivela una profonda indifferenza per la loro cronologia o per la loro collocazione topografica". 
Per quanto riguarda l'attendibilità di Matteo come storico, il teologo Raymond Brown rileva che "il racconto di Matteo [sulla Natività] contiene un numero di eventi pubblici straordinari o miracolosi che, se fossero stati reali, avrebbero dovuto lasciare tracce negli archivi ebraici o altrove nel NT (il re e tutta Gerusalemme sconvolti dalla nascita del Messia a Betlemme, una stella che si muoveva da Gerusalemme verso sud a Betlemme e viene a sostare su una casa, il massacro di tutti i bambini maschi a Betlemme)" e "l'incapacità di Erode di trovare il bambino a Betlemme sarebbe perfettamente comprensibile in una storia in cui non c'erano magi venuti dall'Oriente e dove aveva solo una conoscenza generale delle Scritture su Betlemme a guidarlo. Diventa ridicolo quando la strada verso la casa è stata segnalata da una stella che si è fermata su di essa, e quando il percorso verso la porta della casa in un piccolo villaggio è stato evidenziato dalla presenza di stranieri esotici [i magi]"; inoltre, "molte caratteristiche sono sconcertanti. Se Erode e tutta Gerusalemme sapevano della nascita del Messia a Betlemme (Mt2:3), e infatti Erode massacrò i figli di un'intera città nel corso della ricerca di Gesù (2:16), perché più tardi nel suo ministero nessuno sembra conoscere le meravigliose origini di Gesù (13:54-55), e il figlio di Erode non ricorda nulla di lui (14:1-2)?". Matteo evidenzia, inoltre, altre carenze storico-geografiche nel suo vangelo: ad esempio, in merito agli eventi straordinari accaduti al momento della morte di Gesù, Matteo non viene ritenuto storicamente attendibile oppure nell'episodio dell'Ingresso a Gerusalemme; secondo, inoltre, gli esegeti dell'interconfessionale Bibbia TOB gli elementi storico-geografici nel vangelo non sembrano essere precisi: "Le indicazioni topografiche rimangono molto generiche e non permettono di stabilire un itinerario dettagliato [...] I collegamenti cronologici sono ordinariamente senza valore".

## Giorno e anno di nascita nella tradizione cristiana
L'anno della nascita di Gesù è accennato negli scritti di alcuni Padri della Chiesa. Data la varietà dei calendari diffusi all'epoca (romano, egizio, in due varianti: "alessandrino" e "vago", siriaco) e la varietà di computazione (estremi inclusi o esclusi) non è sempre immediato risalire al giorno e anno corrispondente nel calendario giuliano, che gli storici utilizzano per le date antecedenti la riforma gregoriana, e nei libri di storia si ritrovano diverse interpretazioni
| Autore e data                                                     | Indicazione anno | Indicazione giorno                                                           | Anno                           | Giorno                       |
| ----------------------------------------------------------------- | --- | ---------------------------------------------------------------------------- | ------------------------------ | ---------------------------- |
| Ireneo 180 circa                                                  | 41º anno del regno di Augusto | -                                                                            | 3 a.C.                         | -                            |
| Clemente di Alessandria 200 circa                                 | 194 anni, un mese, 13 giorni prima della morte di Commodo (31 dicembre 192)                                                       | 194 anni, un mese, 13 giorni prima della morte di Commodo (31 dicembre 192)  | 3 a.C. oppure 2 a.C.           | 18 novembre oppure 6 gennaio |
| "Altri" in Egitto 200 circa                                       | 28º anno di Augusto | 25 del mese (egizio) di pachon                                               | 2 a.C.                         | 20 maggio oppure 25-28 marzo |
| Seguaci di Basilide in Egitto 200 circa                           | - | battesimo (e probabilmente anche l'Epifania) il 15 del mese (egizio) di tybi | -                              | 10 gennaio                   |
| "Altri" (seguaci di Basilide?) in Egitto 200 circa                | - | battesimo (e probabilmente anche l'Epifania) l'11 del mese (egizio) di tybi  | -                              | 6 gennaio                    |
| "Altri" in Egitto 200 circa                                       | - | 24 o 25 del mese (egizio) di pharmouti                                       | -                              | 19 o 20 aprile               |
| Ippolito di Roma poco prima del 203-204                           | 42º anno del regno di Augusto | 4º giorno alle none di aprile (8º giorno alle calende di gennaio)            | 2 a.C.                         | 2 aprile (25 dicembre)       |
| Tertulliano poco prima del 207-208                                | 41º anno del regno di Augusto, 15 anni prima della sua morte (14 d.C.), l'anno prima del 28º dopo la morte di Cleopatra (30 a.C.) | -                                                                            | 3 a.C.                         | -                            |
| Tertulliano poco prima del 207-208                                | nascita durante il censimento di Augusto sotto Senzio Saturnino                                                                   | -                                                                            | 9-6 a.C.                       | -                            |
| Sesto Giulio Africano attorno al 220                              | 5500º anno dopo Adamo, 31º anno prima del 16º anno di Tiberio (probabilmente 29 d.C.)                                             | -                                                                            | 2 a.C.                         | -                            |
| Pseudo-Cipriano 243                                               | - | 5º giorno alle calende di aprile                                             | -                              | 28 marzo                     |
| Eusebio di Cesarea circa 300-325                                  | 4º anno della 194ª olimpiade | -                                                                            | estate 1 a.C. / estate 1 d.C.  | -                            |
| Eusebio di Cesarea circa 300-325                                  | 42º anno del regno di Augusto, il 28º della sottomissione dell'Egitto e della morte di Antonio e Cleopatra (30 a.C.)              | -                                                                            | 2 a.C.                         | -                            |
| Depositio Martyrum filocaliana (calendario liturgico di Roma) 336 | - | 8º giorno alle calende di gennaio                                            | -                              | 25 dicembre                  |
| Pseudo-Giovanni Crisostomo fine III - metà IV sec.                | - | 8º giorno alle calende di gennaio                                            | -                              | 25 dicembre                  |
| Epifanio di Salamina circa 374-377                                | 13º consolato di Augusto e di Silvano, 42º del regno di Augusto                                                                   | 8º prima delle idi di gennaio                                                | 2 a.C.                         | 6 gennaio                    |
| Epifanio di Salamina                                              | 45º anno del calendario giuliano, 4º della 194ª olimpiade                                                                         | -                                                                            | 1 a.C.                         | -                            |
| Girolamo circa 380                                                | riprende da Eusebio il 42º del regno di Augusto                                                                                   | -                                                                            | 2 a.C.                         | -                            |
| Sulpicio Severo circa 400                                         | 33º anno di Erode | 8º giorno alle calende di gennaio                                            | 4 a.C., 3 a.C. estremo incluso | 25 dicembre                  |
| Agostino circa 400-416                                            | - | 8º giorno alle calende di gennaio                                            | -                              | 25 dicembre                  |
| Orosio circa 416-420                                              | 42º anno del regno di Cesare Augusto, 752º anno AUC                                                                               | 8º giorno alle calende di gennaio                                            | 2 a.C.                         | 25 dicembre                  |
| Cassiodoro circa 519                                              | 41º anno del regno di Cesare Augusto                                                                                              | -                                                                            | 3 a.C.                         | -                            |
| Giovanni Malalas circa 570                                        | 42º anno del regno di Cesare Augusto                                                                                              | 8º giorno alle calende di gennaio                                            | 2 a.C.                         | 25 dicembre                  |

### Datazione comunemente accettata
Come indicato, le uniche fonti del I secolo utilizzabili per determinare la data di nascita di Gesù sono i racconti di Luca e Matteo, per quanto - come precisato in una precedente sezione - questi non siano considerati storicamente attendibili ma inseriti dagli evangelisti secondo le proprie visioni teologiche. Sebbene tali racconti non indichino con precisione l'anno di nascita, questo può essere collocato nel periodo antecedente la morte di Erode (4 a.C.), negli anni tra il 7 e il 4 a.C. Questa data trova ulteriore conferma se si assume il valore storico dell'indicazione evangelica circa "il suo astro" (v. stella di Betlemme) e la si identifica con la triplice congiunzione di Giove, Saturno e Marte del 7 a.C. Anche l'indicazione di Tertulliano circa la nascita durante il censimento di Senzio Saturnino, governatore in Siria tra il 9-6 a.C., giocherebbe a favore di questa ipotesi, secondo le motivazioni articolate da Emil Schürer nella sua opera A History of the Jewish People in the Time of Jesus Christ del 1890. 
Va comunque rilevato come la grande maggioranza degli studiosi, anche cristiani, consideri storico un unico censimento di Quirinio (datandolo all'anno 6 d.C.) e la stella di Betlemme non essere un fenomeno astronomico reale ma un artificio letterario dell'evangelista per i propri fini teologici. I racconti della fuga in Egitto - come osserva, tra gli altri, Raymond Brown - e della concomitante strage degli innocenti, descritti da Matteo, non possono però essere armonizzati con quanto riportato da Luca: secondo, infatti, il Vangelo di Matteo, appena dopo la partenza dei Magi, Giuseppe fu avvisato in sogno da un angelo e fuggì subito in Egitto con la Sacra Famiglia e da qui - dopo la strage degli innocenti e la morte di Erode il Grande nel 4 a.C. - andò poi a Nazaret; secondo, invece, il Vangelo di Luca, poco oltre un mese dalla nascita - fatti la circoncisione e i riti della purificazione in Gerusalemme - la Sacra Famiglia si stabilì subito a Nazaret ("Quando ebbero tutto compiuto secondo la legge del Signore, fecero ritorno in Galilea, alla loro città di Nazaret.", Lc2,39).

### Datazioni proposte da altri studiosi
La data della morte di Erode viene stabilita principalmente in base al fatto che i suoi figli pongono al 4 a. C. l'inizio del proprio regno. Giuseppe Flavio, però, ha scritto che essi furono associati al regno del padre già qualche anno prima della sua morte e perciò il 4 a. C. potrebbe essere la data della loro associazione al regno, non quella della morte di Erode. Alcuni indizi suggeriscono di porre questa morte all'1 a. C. o all'1 d. C. e perciò la nascita di Gesù, tenendo in conto la fuga in Egitto, potrebbe risalire a pochi anni prima in accordo con la tradizione antica.
Un importante indizio è il fatto che Giuseppe Flavio colloca la morte di Erode qualche tempo dopo un'eclisse di Luna. Le date di eclissi a Gerusalemme nel periodo sono il 15 settembre del 5 a. C., il 13 marzo del 4 a. C. e il 10 gennaio e il 29 dicembre dell'1 a. C. Le prime due date sono compatibili con la data tradizionalmente accettata per la morte di Erode: Giuseppe Flavio, infatti, afferma che Erode morì poco dopo la Pasqua successiva all'eclissi. Mentre però la prima data sembra troppo antecedente, la seconda risultò poco visibile a Gerusalemme ed ebbe luogo troppo poco tempo prima della Pasqua per rendere possibili tutti gli eventi che Giuseppe Flavio colloca fra la data dell'eclissi e quella della morte. Queste incertezze hanno motivato alcuni studiosi a collocare la morte di Erode poco dopo la Pasqua successiva a una delle ultime due eclissi.

### Tradizione antica
Le indicazioni degli scrittori cristiani antichi, disomogenee data la mancanza di un calendario unico ufficiale nell'antichità e la diversa prassi di computo (estremi inclusi o esclusi), sono piuttosto concordi nell'indicare la data del 3-2 a. C., incompatibile con la datazione della morte di Erode al 4 a.C., ma non sembrano richiamare informazioni storiche antiche e autorevoli. Il largo consenso su questa data, presumibilmente erronea, potrebbe non essere altro che l'estrapolazione delle informazioni fornite altrove da Luca circa l'inizio del ministero del Battista e di Gesù al "quindicesimo anno di Tiberio" (28 d.C.), in Lc 3,1, e circa l'età di Gesù a quel tempo, "circa trent'anni", in Lc 3,23, che rimanda appunto al 2 (estremo incluso) - 3 (estremo escluso) a.C.
Dionigi il Piccolo era un dotto monaco scita che viveva a Roma: circa nel 525 egli calcolò, in base alle indicazioni dei Vangeli e della tradizione, la data di nascita di Gesù, ponendola al 754 dalla fondazione di Roma che corrisponde anche al LX anno consolare dall'elezione per la prima volta di Gaio Giulio Cesare a console.
Dionigi, inoltre, introdusse l'usanza di contare gli anni ab incarnatione Domini nostri Jesu Christi ("dall'incarnazione di nostro Signore Gesù Cristo"), mentre ai suoi tempi l'anno iniziale del calendario veniva stabilito con l'inizio dell'impero di Diocleziano (il 284). Il primo anno dopo la nascita di Gesù, quindi, divenne l'1 dopo Cristo, mentre l'anno bisestile 248 dell'era di Diocleziano diventò l'anno 532 di Cristo.
Questo calcolo fu approvato da papa Giovanni II e, a partire dall'VIII secolo, adottato in tutto il mondo cristiano su impulso di studiosi come Beda il Venerabile. L'anno stabilito da Dionigi come anno 1 viene tuttora utilizzato per la numerazione degli anni del calendario gregoriano, il calendario attualmente in uso nei paesi occidentali, sebbene sia ormai accertato che il calcolo fosse sbagliato.
Bisogna evidenziare come l'opinione secondo cui l'anno di nascita di Gesù sarebbe l'anno zero è errata. Dionigi, infatti, fece precedere immediatamente l'anno 1 dopo Cristo dall'1 avanti Cristo. Il problema si intreccia con quello dello stile di datazione, cioè della scelta del giorno in cui inizia l'anno. Solo con la riforma gregoriana si è gradualmente affermata la scelta del primo gennaio come Capodanno.

## Giorno
Come per l'anno, anche il giorno preciso della data di nascita di Gesù non è esplicitamente riportato dalle uniche fonti antiche, cioè i Vangeli (nello specifico Matteo e Luca). Assumendo la storicità delle narrazioni, alcune indicazioni evangeliche indirette sono esaminate dagli studiosi, ma non sembrano comunque portare a conclusioni univoche e condivise.
Il mancato interesse degli evangelisti nel datare la nascita di Gesù contraddistinse anche i cristiani nei primi secoli. È significativa l'osservazione di Origene (m. 254), per il quale nella Bibbia non viene festeggiata la nascita di nessuno, ma è un'usanza dei peccatori come il faraone ed Erode. Per Gesù, come per i santi, veniva festeggiato il giorno della nascita al cielo, non della nascita terrestre. Clemente di Alessandria, che verso il 200 si unisce alla critica di coloro che festeggiano la nascita di Gesù, testimonia comunque l'esistenza di diverse tradizioni su questo tema.
Un'ulteriore motivazione culturale per trascurare la data di nascita di Gesù proveniva dal mondo pagano, in cui la data di concepimento era considerata molto più significativa anche in termini astrologici rispetto a quella di nascita, relativamente casuale. Nel caso di Gesù, poi, anche per i cristiani la data del concepimento, e non quella di nascita, era la data più importante, perché era quella in cui avrebbe avuto luogo l'incarnazione del Verbo. Anche dopo l'introduzione liturgica della festa del Natale, la preminenza teologica dell'Annunciazione è la causa per cui tale data fu preferita come data del capodanno in diversi stati cristiani, che utilizzavano per il calcolo dei giorni un sistema detto Stile dell'Incarnazione.
Col tempo questo primo mancato interesse mutò e si avvertì la necessità di festeggiare anche la nascita terrena di Gesù. Scrive Giovanni Crisostomo (m. 407) che, nella generazione di Cristo secondo la carne, «l'Epifania, la santa Pasqua, l'Ascensione e la Pentecoste, hanno il loro fondamento e il loro scopo. Poiché se Cristo non fosse stato generato secondo la carne, non sarebbe stato battezzato, che è l'Epifania. Non sarebbe stato crocifisso, che è la Pasqua. Non avrebbe mandato lo Spirito, che è la Pentecoste. Da questa una sorgente nascono molti fiumi, che sono le feste che celebriamo».
La tradizionale datazione al 25 dicembre è stata fissata alcuni secoli dopo la nascita di Gesù. Il primo documento databile con certezza che attesta tale data (l'8º giorno alle calende di gennaio) risale al 336. L'indicazione di Ippolito di Roma, che l'anticiperebbe di più di un secolo, viene da alcuni considerata un'interpolazione tardiva. Anche se la data del 25 dicembre fosse una glossa di un copista, come è probabile, il testo di Ippolito tramandato da altri manoscritti riporta una data dell'inizio d'aprile, che, interpretata come concepimento, riporterebbe ancora ad una nascita alla fine di dicembre.
Da alcuni studiosi viene poi indicato Sesto Giulio Africano (m. 240) come lo scrittore più antico che abbia sostenuto la nascita di Gesù al 25 dicembre, oppure l'incarnazione al 25 marzo, ma queste indicazioni non sono evidenti nei frammenti pervenutici della sua principale opera andata perduta, la Cronografia del 221..
La data del 25 dicembre è però attestata anche da:
- Ippolito di Roma nel Commentario a Daniele, 4.23.3.[68]
- Evodio (secondo vescovo della Chiesa di Antiochia), in una epistola in parte riportata da Niceforo Callisto nella sua Storia ecclesiastica, II, 3[69]
- Alessandro vescovo di Gerusalemme, morto nel 251 d.c., secondo la testimonianza di Vittorino (fine III secolo), vescovo di Poetovio (oggi Ptuj) riportata da Girolamo[70]
- Giovanni Crisostomo, che nell'omelia sul Natale di nostro Signore Gesù Cristo (Εἰς τὸ γενέθλιον τοῦ Σωτῆρος ἡµῶν Ἰησοῦ Χριστοῦ) scrive che la data del 25 dicembre era ben nota fin dall'inizio in Occidente;
- Teofilo, terzo vescovo di Cesarea marittima, come riportato in Historia Ecclesiae Christi (o Centurie di Magdeburgo), cent. II. cap. VI[71]

Secondo molti studiosi, la scelta di questo giorno non deriverebbe da una tradizione antica relativa all'effettivo giorno di nascita di Gesù, ma dalla volontà di cristianizzare la festa pagana del Sol Invictus, il "sole invitto". Questa ipotesi sembra essere stata avanzata per la prima volta verso la fine del XII secolo, da un anonimo commentatore siriaco, in glossa a un testo di Dionigi Bar Salimi (m. 1171), che è stata però dimenticata per secoli. In epoca contemporanea e in occidente sembra invece essere stata avanzata da Filippo della Torre (1657-1717), vescovo di Adria, poi ripresa da molti altri studiosi. Oggi questa ipotesi è oggetto di discussione tra gli studiosi, anche se bisogna domandarsi come sia possibile che una data così importante come quella della nascita di Gesù Cristo potesse essere stabilita in modo discrezionale da parte della comunità cristiana, sia per quale motivo i cristiani, adepti di un culto in forte espansione, potessero desiderare di impadronirsi della festività di una religione pagana non solo in inarrestabile declino, ma oltretutto alla base di numerose persecuzioni nei loro confronti. Ciò induce a ritenere che sia stato Aureliano a decidere di festeggiare il Sol Invctus il 25 dicembre - ossia in una data che sino a quel momento non aveva avuto alcun rilievo nel calendario festivo pagano - in un ultimo tentativo di creare un’alternativa pagana – e dunque di rivitalizzare una religione ormai morente - ad una data già da tempo divenuta significativa per una religione cristiana di crescente popolarità

### Indicazioni evangeliche
Sono tre le indicazioni evangeliche - per quanto non considerate storicamente attendibili - che possono in qualche modo suggerire il periodo dell'anno ove collocare la nascita di Gesù.
Il primo passo riguarda il viaggio della sacra famiglia. In Lc 2,1-5 viene descritto il viaggio di Giuseppe e Maria da Nazaret a Betlemme per espletare gli obblighi del "primo censimento" di Quirinio ordinato da Augusto. Giunti a destinazione, Maria partorì. Se si conoscesse il periodo in cui il censimento ebbe luogo, si potrebbe conoscere indirettamente, se non il giorno preciso, almeno l'intervallo in cui collocare più verosimilmente la nascita. Il problema è che il "primo censimento di Quirinio" è taciuto dalle fonti storiche, al di fuori dell'accenno lucano, che però non ne riporta alcuna indicazione cronologica. Si può ipotizzare che il viaggio non abbia avuto luogo nella stagione invernale per problemi logistici (ruscelli non guadabili, difficoltà all'addiaccio notturno). D'altro canto, il viaggio (come la raccolta dei dati censori) può aver avuto luogo in primavera o estate, e solo in seguito, "mentre si trovavano in quel luogo, si compirono per lei i giorni del parto" (Lc 2,6). In definitiva è difficile trarre da queste indicazioni lucane qualche riferimento preciso.
Il secondo passo riguarda il pernottamento all'esterno dei pastori. In Lc 2,8, subito dopo aver descritto la nascita di Gesù, viene letteralmente detto che in quella regione c'erano dei pastori "accampati (all'esterno) e veglianti veglie di notte sul gregge di loro". Questo pernottamento all'esterno porta a pensare a una stagione non fredda. D'altro canto, è stato fatto notare che in Palestina non sono comunque impossibili tali pernottamenti in vista della custodia del gregge, e l'indicazione dei turni di guardia (veglie) potrebbe far pensare a un riposo alternato in un ambiente protetto. Anche in questo caso dunque non ne è stata ricavata un'indicazione univoca e condivisa. Il fatto che l'angelo si manifesti ai pastori durante "veglie di notte", apparentemente subito dopo il parto, indica una nascita notturna.
Il terzo passo riguarda la classe sacerdotale di Zaccaria. Secondo Lc 2,5;1,8, l'annuncio del concepimento di Giovanni Battista a Zaccaria avvenne mentre stava officiando nel Tempio di Gerusalemme durante il turno della classe sacerdotale di Abia, alla quale apparteneva. Secondo Lc 1,26, sei mesi dopo («e questo mese è il sesto per lei») avvenne l'annunciazione a Maria e il concepimento verginale di Gesù. Assumendo la storicità degli eventi (cosa che non tutti gli esegeti contemporanei sono disposti a fare, p.es. Brown, Meier) e conoscendo il calendario dei turni di servizio delle classi sacerdotali, se ne potrebbe ricavare un'approssimativa indicazione del periodo dell'anno in cui nacque Gesù. Secondo 1Cr 24,10, quella di Abia era l'ottava del ciclo di 24 classi sacerdotali che si avvicendavano, in un ciclo settimanale (da sabato a sabato) nella gestione del culto. I testi biblici non ci informano circa il momento dell'anno in cui il ciclo aveva inizio, né come venivano gestite le settimane dell'anno non coperte dalle 48 settimane del duplice ciclo delle classi: era un ciclo ininterrotto, per cui il turno di ogni classe variava ogni anno, oppure interrotto, per cui ad ogni classe spettava un preciso momento del calendario ebraico. Assumendo un ciclo interrotto, sulla base di Esd 2,2-6, che descrive la ripresa del culto nel secondo tempio, ricostruito attorno al 538 a.C., è ipotizzabile (ma non sicuro) che il ciclo delle classi iniziasse ogni anno al settimo mese, cioè Tishri, attorno a settembre-ottobre. Si aprono pertanto diverse possibilità:
- Ciclo interrotto, inizio a Tishri. In tal caso il turno di Zaccaria cadrebbe nella successiva ottava settimana, attorno a metà novembre, e volendo collocare la nascita di Gesù quindici mesi dopo, si otterrebbe indicativamente metà febbraio.
- Ciclo ininterrotto. Se dalla fondazione del secondo tempio l'avvicendamento ciclico delle classi è stato continuo, con un continuo slittamento di anno in anno, per conoscere il periodo dell'anno occupato dalla classe di Abia occorre optare per un preciso anno relativo alla nascita di Gesù e dunque di Giovanni Battista. Browne (1844)[83] parte dall'informazione[84] che al momento della distruzione del tempio (9 Av, ossia 4 agosto, del 70) era di turno la classe di Ioarib, la prima del ciclo, e opta per l'annunciazione a Zaccaria nella settimana tra il 27 settembre e il 5 ottobre del 6 a.C., che considera compatibile con l'informazione di Crisostomo, il quale la colloca al 10 Tishri (Giorno del Kippur, quando il sommo sacerdote – ma Zaccaria non lo era – entra da solo nel Santo dei Santi),[85] e ne ricava la nascita di Gesù attorno all'8 dicembre del 5 a.C. Lewin (1865)[86] invece, sulla base degli stessi dati, opta per l'annunciazione a Zaccaria a fine maggio del 7 a.C. e per la nascita di Gesù a inizio agosto del 6 a.C.
- Ciclo semi-interrotto. Dai testi di Qumran è emerso un calendario liturgico delle 24 classi che si alternavano in un ciclo di 6 anni[Nota 40], dove l'anno era composto da 364 giorni (cfr. calendario delle settimane). Nel primo anno del ciclo la classe di Abia era impegnata nella metà del terzo mese e alla fine dell'ottavo mese (corrispondente circa all'ultima decade di settembre, dato che l'anno iniziava col mese di Tishri). Se il tempio di Gerusalemme seguiva il calendario ritrovato a Qumran e se nell'anno in questione si era al primo dei 6 del ciclo, il concepimento del Battista può essere dunque collocato a fine settembre, l'annunciazione a Maria nel marzo dell'anno successivo e la nascita di Gesù a fine dicembre. A conferma di questa opzione viene comunemente citata la data del 23 settembre come commemorazione dell'annuncio a Zaccaria, celebrata dalle chiese orientali. In questo modo risulterebbe quindi giustificata anche la data tradizionale di nascita del Battista (24 giugno), avvenuta nove mesi dopo l'annuncio di Gabriele a Zaccaria. Questo fatto implicherebbe, secondo l'indagine di Nicola Bux[87], che «è storica anche la data del 25 dicembre, nove mesi dopo» per determinare la nascita di Gesù. Perciò sarebbe corretta anche quella stabilita da alcuni padri della Chiesa (come Ippolito di Roma[88] nel 204), e a questo punto appare rispettata anche dalle prime comunità cristiane.

### 25 dicembre: origine pagana
L'origine della festa pagana del Sol Invictus viene solitamente correlata al regno di Aureliano (270-275), che riannetté all'impero il regno secessionista di Palmira e ne importò a Roma il culto del sole, costruendovi (probabilmente nel 274) un tempio ad esso dedicato e organizzando un clero apposito. In realtà non si trattò propriamente di un culto fondato ex novo: il sole era venerato, sotto varie forme, in diversi culti pagani dell'impero, e in particolare a Roma sembra essere stato un culto antico, verosimilmente precedente all'epoca cristiana, compiuto in appositi santuari e con particolari giochi circensi.
In epoca imperiale, prima di Aureliano, Eliogabalo (218-222) dedicò al sole (con l'epiteto di origine siriaca Elagabalus, "Dio della montagna", proprio della città di Emesa) un tempio nell'urbe (Elagabalium), probabilmente nel 219.
Quanto all'epiteto "invitto" applicato al sole (era un titolo onorifico attribuito anche ad altre divinità), sembra ancora più antico, testimoniato da una lapide datata al 158 d.C. e da altri reperti archeologici del II secolo.
La prima attestazione risale alla Cronografia (o Cronografo) del 354, detta anche Calendario filocaliano dal nome del redattore, un composito testo cristiano databile al 354 e redatto a Roma, che nella sesta parte riporta, in corrispondenza del 25 dicembre (8º giorno alle calende di gennaio) "N·INVICTI·CM·XXX", cioè "Natalis Invicti Circenses missus 30", che indicava che quel giorno veniva festeggiato con 30 corse di bighe nel circo. La data, che seguiva di pochi giorni il solstizio d'inverno, era estremamente simbolica: in questa ricorrenza astronomica il sole raggiunge a mezzogiorno l'altezza minima nel cielo, per poi tornare a crescere nei giorni seguenti, dimostrandosi "non vinto". Sebbene dunque nessuna fonte, prima del Calendario filocaliano, parli di un culto al sole il 25 dicembre, per il suo valore simbolico è verosimile che l'indicazione del Calendario fosse valida anche per i decenni precedenti.
Lo stesso documento, nella dodicesima parte (Depositio martyrum, un elenco delle memorie liturgiche dei martiri) che viene comunemente considerata una rielaborazione di una lista databile al 336, riporta nello stesso giorno "natus Christus in Betleem Iudeae".
Sono sostanzialmente quattro i motivi che hanno fatto sì che il giorno di nascita di Gesù, sconosciuto allora come oggi, fosse celebrato il 25 dicembre:
- un motivo culturale-pastorale: derivato dal desiderio di sostituire la festa del Sol Invictus (e gli immediatamente precedenti Saturnali, dal 17 al 23 dicembre) con una festa cristiana. Questa sostituzione viene talvolta indicata come una sorta di usurpazione impropria e illegittima da parte della Chiesa cristiana, finalizzata a "ingannare" il popolo. In realtà, in qualunque incontro tra culture diverse fenomeni di assimilazione e sostituzione sono comuni. Nella fattispecie, il cristianesimo primitivo ha assunto e "battezzato" diversi elementi della cultura greco romana, come p.es. i termini "tempio", "sacerdote", "pontefice", l'aureola, i concetti di sostanza, logos, anima (separata dal corpo), o i numerosi templi pagani dell'impero non distrutti ma convertiti al culto cristiano. In epoca più recente, si pensi p.es. alla socialista festa dei lavoratori del 1º maggio, alla quale è stata sovrapposta nel 1955 la festa di San Giuseppe Artigiano. L'inculturazione della fede è un fenomeno normale, comune e legittimo della vita della Chiesa.
- un motivo allegorico-simbolico indiretto: l'associazione tra Gesù e il sole passando per la festività della domenica. Il "giorno del sole" (Dies Solis) del calendario romano (sopravvissuto p.es. nell'inglese sunday, tedesco Sonntag) venne dichiarato giorno di riposo e festività da Costantino (7 marzo 321).[Nota 43] Nell'editto non viene presentato l'accostamento tra la domenica e il primo giorno dopo il sabato nel quale risorse Gesù, festeggiato dai cristiani (per l'esplicita connessione occorre attendere Teodosio nel 386[Nota 44]). Tuttavia questa implicita e tacita associazione, forse voluta dal Costantino filo-cristiano per fare accettare la festività domenicale anche dai pagani, può aver rafforzato l'associazione Gesù-sole.
- un motivo allegorico-simbolico diretto: l'associazione tra Gesù e il sole nascente (del solstizio d'inverno), sulla base di Mal 3,20[95] e Gv 8,12[96]. Per esempio Agostino (m. 430) accetta la data del 25 dicembre con questa motivazione allegorica, commentando Gv 3,30[97]: "Cristo nacque quando i giorni cominciano a crescere [25 dicembre], Giovanni nacque quando i giorni cominciano a decrescere [24 giugno]";[Nota 45] "questo giorno, a cominciare dal quale la luce del giorno aumenta sempre più, è figura pure dell'opera di Cristo [...]. L'eterno Creatore, nato nel tempo, non poteva non scegliere come suo giorno natalizio quello che veniva riferito al sole, creatura non eterna"[Nota 46] La sostituzione della festa pagana sembra comunque essere avvenuta con lentezza, dato che Papa Leone (m. 461) rimprovera con forza coloro che "nella nostra solennità di questo giorno non vedono la natività di Cristo ma il sorgere del nuovo sole".[Nota 47]
- una coincidenza con l'ipotesi dell'incarnazione (e passione) di Gesù al 25 marzo (equinozio di primavera), che rimanda a un'origine cristiana della data del natale.

### 25 dicembre: origine cristiana
L'ipotesi del Natale al 25 dicembre per sostituzione di elementi allegorici pagani appartiene ormai alla vulgata del sapere accademico e dell'uomo comune, nonostante non sia mai stata addotta una qualunque fonte a suo supporto. Come già detto, la teoria dell'assimilazione della festa del Sol Invictus compare per la prima volta solo dopo quasi 1.000 anni. A proporla è infatti, verso la fine del XII secolo, il vescovo siriano Jacob Bar-Salibi, il quale peraltro non porta a conforto di tale ipotesi nessuna fonte,
Per questo, tra gli studiosi cristiani, è largamente diffusa l'ipotesi, relativamente recente (Duchesne, 1889), di un'origine (sempre simbolica) di tale data a partire da elementi cristiani, sovrapponibili a quelli pagani.
L'ipotesi è che si sia arrivati alla data di nascita di Cristo partendo da quella che si credeva essere la data di morte. A tal proposito, tra le molteplici (come per il Natale) tradizioni circa il giorno della morte attestate negli scrittori antichi (21 o 23 marzo, 6 o 9 o 13 o 19 aprile), la data del 25 marzo (8º giorno alle calende d'aprile) dell'anno 29 è citata da Tertulliano, attorno al 207, dunque più di un secolo prima della prima indicazione del Natale al 25 dicembre del Calendario filocaliano.
L'informazione di Tertulliano è sicuramente non storica: a parte il fatto che l'opinione degli studiosi per la data della morte di Gesù converge a venerdì 7 aprile del 30, tra il 29 e il 35 non ci sono giorni di venerdì 25 marzo compatibili con la Pasqua ebraica. Il calcolo soggiacente all'indicazione della morte di Gesù riportata da Tertulliano deve essere stato simbolico, facendola coincidere con l'equinozio di primavera del calendario romano e con la ipotetica data della creazione del mondo. Assumendo l'ipotesi che la vita di Gesù sia stata di un numero intero di anni, dato che le frazioni possono essere considerate imperfette, ne potrebbe essere derivata l'incarnazione al 25 marzo, e la nascita al 25 dicembre.
Rispetto all'ipotesi dell'origine pagana, la teoria di Duchesne ha il pregio di basarsi sull'effettiva priorità dell'attestazione nelle fonti storiche della data del 25 marzo (morte e incarnazione) rispetto al 25 dicembre (nascita). Di contro, la testimonianza di Tertulliano, per quanto antica, appare isolata, e il ragionamento effettuato dallo studioso (dalla morte all'incarnazione supponendo un numero intero e dunque più "perfetto" di anni di Gesù), per quanto plausibile, non è esplicitato né dallo scrittore africano né da altri Padri.
Le due teorie tuttavia non sono del tutto incompatibili: è possibile che in alcune zone della cristianità (Africa) sia stata ricordata la passione di Gesù al 25 marzo (equinozio di primavera), che ha portato a ipotizzare una natività al 25 dicembre (solstizio d'inverno), data che (tra le molte ipotizzate nell'antichità) ha avuto particolare fortuna per il suo intrinseco significato simbolico di vittoria sulle tenebre e per la necessità pastorale di sostituire la festa pagana del Sole Invitto.
Oggi diversi altri studiosi hanno tentato una ricostruzione plausibile della data di nascita di Gesù, arrivando a ritenere verosimile il 25 dicembre.

### Tradizioni ebraiche
Il 25º giorno del mese di Kislev, corrispondente al nostro dicembre, viene celebrata la festa ebraica della Luce, la Hanukkah. Alcuni ritengono che la data del 25 dicembre per la ricorrenza della nascita di Gesù sia collegata a questa festa ebraica: il cristianesimo avrebbe così ripetuto per il Natale ciò che era stato fatto per Pasqua e Pentecoste, che coincidono con festività ebraiche. Tuttavia tra le due feste vi sono delle differenze di significato e di durata (la Hanukkah dura otto giorni), che fanno dubitare che la festa ebraica abbia inciso in modo significativo sulla scelta cristiana del 25 dicembre.

### Scoperte archeologiche
Secondo alcuni studiosi la data del 25 dicembre potrebbe comunque almeno avvicinarsi a quella vera calcolata grazie al Calendario di Qumran e al ritrovamento del Libro dei Giubilei (II secolo a.C.) a Qumran.

## La stella di Betlemme
Sono stati fatti diversi tentativi di identificare la "stella" vista dai Re Magi (Mt 2,1-12) con un evento astronomico noto: questo consentirebbe di determinare con maggiore precisione la data della nascita di Gesù.
Il fondamento storico del racconto è tuttavia discusso. Storici non cristiani e alcuni biblisti cristiani lo vedono come un particolare simbolico più che reale. Altri biblisti cristiani ne ammettono la veridicità, e in particolare sarebbe da identificare con una Congiunzione di Giove, Saturno e Marte verificatasi per tre volte in pochi mesi nella costellazione dei Pesci nel 7 a.C. Secondo le teorie astrologiche dell'epoca, infatti, i Pesci rappresentavano il regno di Giuda e Giove poteva segnalare una nascita regale.
Altre ipotesi hanno identificato l'"astro" con la cometa di Halley; essa tuttavia passò nel 12 a.C., il che è troppo presto. Secondo altri potrebbe essere stata una nova: gli annali astronomici cinesi e coreani riportano un evento simile nel 5 a.C.
L'apparizione della stella e la concomitante presenza dei Magi descritte da Matteo sono, comunque, ritenute non storiche da molti studiosi - anche cristiani, come Raymond Brown, John Dominic Crossan, Rudolf Bultmann - i quali sostengono che la narrazione della nascita di Gesù sia stata modellata su tradizioni ispirate all'Antico Testamento e alla nascita di Mosè, a sua volta derivata da precedenti tradizioni di altri popoli. Il teologo Raymond Brown, oltre a sottolineare la derivazione della stella e dei magi dal racconto di Balaam (Nu22-24), ritiene che "davvero nessuno, inclusi gli astronomi, prende il resoconto di Matteo come una storia letterale. Matteo dice che i magi videro la stella (non i pianeti, non una cometa) del Re dei Giudei al suo sorgere (o in Oriente), e che andò prima di loro da Gerusalemme a Betlemme e si fermò dove era il bambino. Nella recente letteratura non ho trovato una spiegazione astronomica che si adatti completamente a ciò"; lo stesso teologo ritiene, comunque, possibile che qualche fenomeno celeste antecedente - come, ad esempio, l'apparizione della cometa di Halley nel 12 a.C. - possa essere rimasto nella memoria collettiva e adattato da Matteo alla natività di Gesù. Raymond Brown nota anche come nel racconto "molte caratteristiche sono sconcertanti" e, ad esempio, risulta inverosimile che nessuna fonte (neppure gli stessi vangeli di Matteo e Luca) ricordi più nulla di simili eventi straordinari - la stella che indica la strada, il massacro di bambini, la presenza dei Magi (che si fermarono anche da Erode il Grande) - nel seguito della vita di Gesù, incluso il figlio di Erode (Mt14:1-2); inoltre, il fatto che Erode, nonostante tutti questi segni, non sia in grado di trovare il bambino Gesù in un piccolo villaggio come Betlemme "diventa ridicolo quando la strada verso la casa è stata segnalata da una stella che si è fermata su di essa, e quando il percorso verso la porta della casa in un piccolo villaggio è stato evidenziato dalla presenza di stranieri esotici [i Magi]". 
Concordemente, il teologo cristiano Rudolf Bultmann rileva l'esistenza di precedenti paralleli, biblici ed extrabiblici, per il racconto dell'adorazione dei Magi e il "motivo della stella che annunciò la nascita dell'eroe, e il motivo della stella che indicò la strada alla nascita di un re". 
In merito alla storicità della narrazione stella-Magi, anche il biblista Mauro Pesce osserva che "tutto lascia pensare che la vicenda dei Magi sia solo un artificio letterario-propagandistico. Matteo scrisse intorno all’anno 80, quando la nuova religione si stava diffondendo fuori dalla Palestina. Probabilmente il suo vangelo volle lanciare un messaggio ai non-Ebrei, dicendo che Gesù si era rivelato anche e soprattutto a loro: infatti per gli Ebrei i magi erano «gentili», cioè pagani; eppure, secondo Matteo, seppero dell’arrivo del Messia prima del clero di Gerusalemme". Concordemente Francesco Sforza Barcellona, docente di Storia del cristianesimo all’Università di Roma-Tor Vergata, sottolinea che "nel racconto evangelico ci sono messaggi in codice anche per gli Ebrei. Evidente è lo sforzo di far quadrare la figura di Gesù con le profezie bibliche. Per esempio nel Salmo 71 (ora 72) si prediceva che al Messia sarebbe stato donato «oro d’Arabia» e che «i re degli Arabi e di Saba» (nell'odierno Yemen) gli avrebbero «offerto tributi». Ed ecco l’adorazione dei Magi, che con il loro oro «legittimano» Gesù in base ai parametri biblici".